# 多芸輪中
多芸輪中（たぎわじゅう）とは、岐阜県西濃の揖斐川右岸にあった輪中。

## 地理

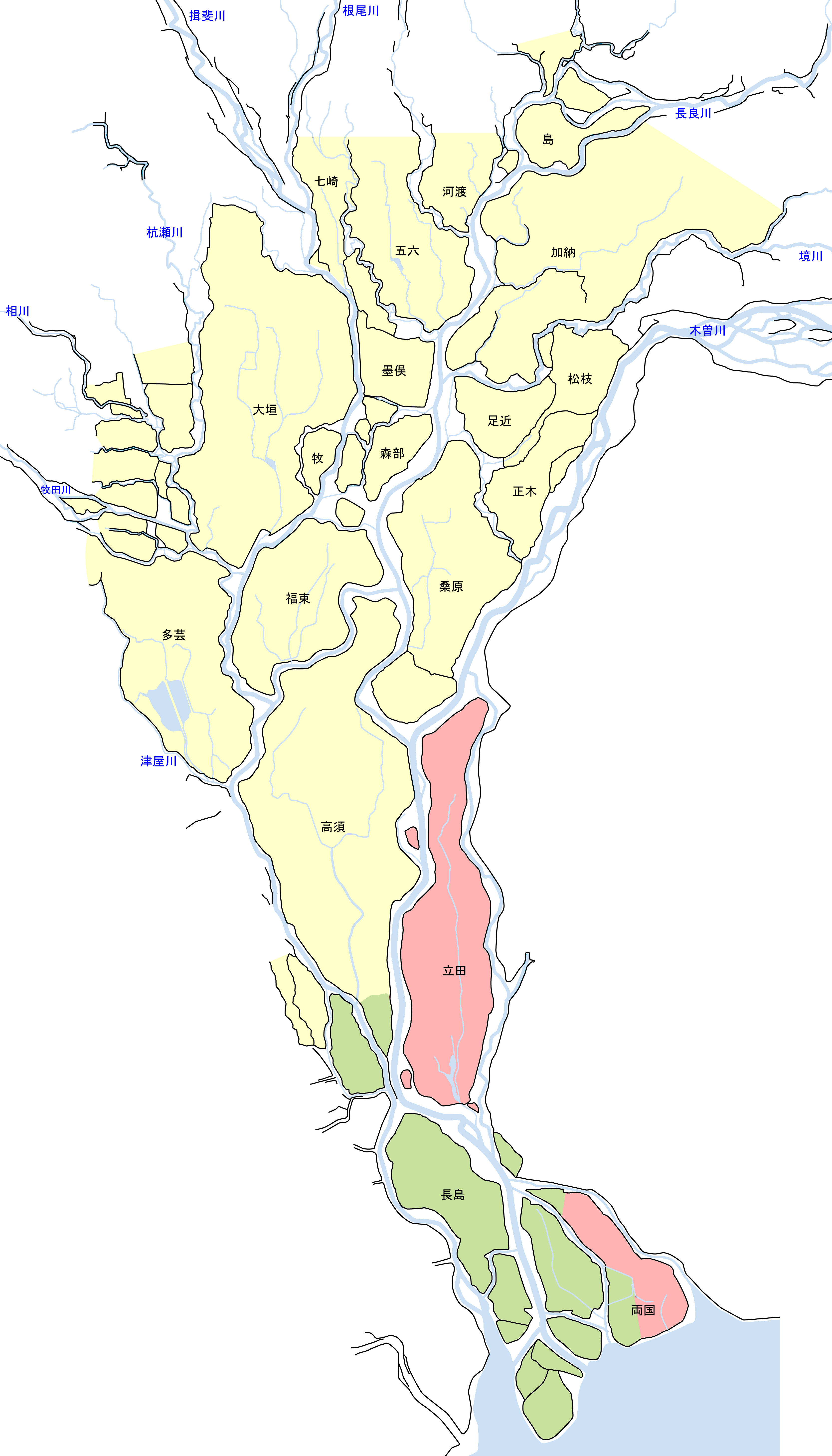
明治時代初期の輪中地帯の様子（黒字は主要な輪中名、水色線・青字は主要な河川、着色は黄が美濃国（岐阜県）・赤が尾張国（愛知県）・緑が伊勢国（三重県））

現在の岐阜県養老郡養老町の南東部が該当する地域。東を揖斐川、北を牧田川や金草川、南を津屋川に囲まれた地域でそれぞれに沿った堤防を持つが、金草川・津屋川上流の養老町押越と飯ノ木の間には明らかな堤防は持たない。この地域は養老山脈の扇状地であるため高位部の排水が良く、より高位部で流出する悪水の流入を防ぐ除は必要なものの、完全な懸廻堤は不要であった。
下笠・岩道・飯ノ木・有尾・大場新田・根古地・釜之段・高柳といった内郭輪中を持つ複合輪中であるが、高位部に輪中堤を持たないため西側高位部の養老町押越や石畑の地域が輪中の範囲に含まれるかどうかは歴史的にも変化した。多芸輪中の所在地は扇状地の末端部であり、巨大な氾濫原の緩傾斜地に位置し、一部は海抜ゼロメートル地帯に該当し、自然堤防の微高地に築かれた輪中の背後に湛水に苦しむ小輪中が形成され、それらの小輪中を統合して大型輪中が形成されるといった「全西濃輪中の縮図」とも言える多面性を持った輪中であった。

## 歴史

### 輪中の形成

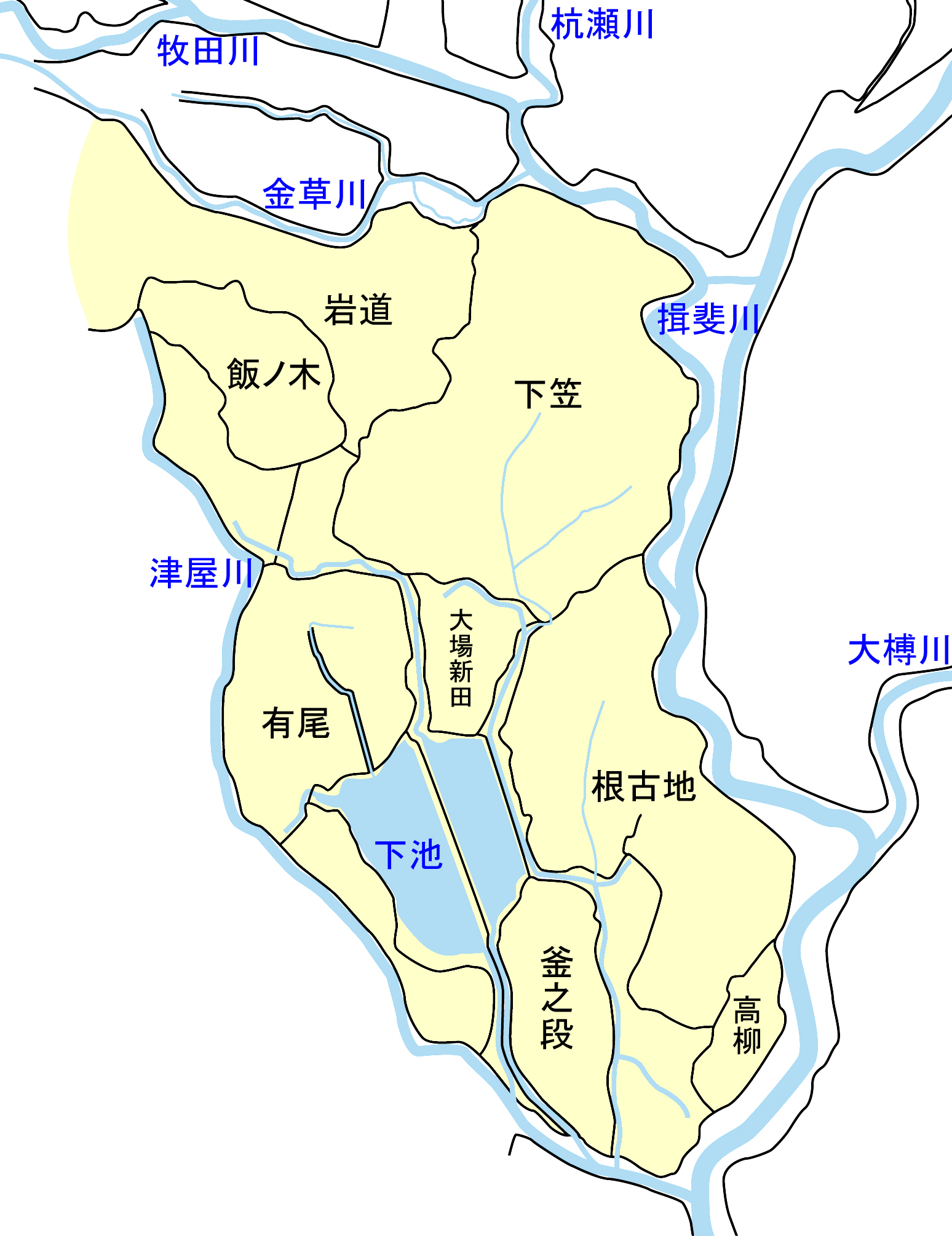
多芸輪中の内郭輪中と周辺の河川の様子

多芸輪中は一般的な「一円の懸廻堤を持つ輪中」ではないため輪中成立年は明らかではないが、内郭輪中が懸廻堤を持つ輪中として順に成立していき、それらが順次統合され拡大していったものと考えられる。成立過程の多芸輪中は「尻無堤」の状態が長く続いたと考えられるが、最南端の小坪（釜之段輪中）の完成が1653年（承応2年）であり、小坪と隣接する高柳新田（高柳輪中）や駒野新田（釜之段輪中）の開発が1670年（寛文10年）であることから、これから間もないうちに最終的な「多芸輪中」が形成されたと考えられる。
多芸輪中の名前が文献に初めて登場するのは1744年（延享元年）の『大榑川洗堰文書』である。また、1754年（宝暦4年）の宝暦治水当時の「薩摩藩御手伝普請目論見絵図」には、懸廻堤を持つ多芸輪中が明示されている。
下笠輪中（しもがさわじゅう）
牧田川・揖斐川に沿った多芸輪中の北東部に位置する。輪中の北・西・東が扇状地末端の自然堤防であるため高く、全体として北側が高く南にいくにつれ低くなる。輪中成立年は明らかではないが、1649年（慶安2年）の検地では岩道輪中と隣接する上之郷村の堤防について「水除小土手」として存在した記録がある。
岩道輪中（いわみちわじゅう）
下笠輪中の西側、金草川に沿った多芸輪中の北端に位置する。牧田川の扇状地末端にあたり、多芸輪中全体でも高位部にあった。輪中の北側は多芸輪中全体の外郭輪中堤、東側は下笠輪中の堤防に囲まれていたが、西側は除がある程度で、南側の堤防は周囲の村々の反対で築堤できなかったことから、独自の堤防を1つも持たなかった。
飯ノ木輪中・飯之木輪中（はんのきわじゅう）
岩道輪中の南側、津屋川に沿った多芸輪中の西部に位置する。滝谷扇状地の延長線上の微高地に飯ノ木・大跡の2村が拓かれて懸廻堤が築かれ、その南部の大跡新田が1656年（明暦2年）に開発された。
有尾輪中（ありおわじゅう）
飯ノ木輪中の南側、津屋川に沿った多芸輪中の西部に位置する。西側の堤防は津屋川の水を防ぐためであったが、北側や東側は隣接する輪中からの悪水の浸入を防ぎ、南東部の下池へと流すために築かれた。輪中形成の時期は不明だが、1644年（寛永21年）に有尾新田開墾の計画を願い出た記録があり、1759年（明暦9年）までに形成されたことが史料によって確認できる。
大場新田輪中（おおばしんでんわじゅう）
下笠輪中の南側、多芸輪中のほぼ中央に位置する。坪内七兵衛らの多額の出資によって、根古地新田とともに1646年（正保2年）から1652年（慶安5年）にかけて開発が進められた。
根古地輪中（ねこじわじゅう）
下笠輪中の南東側、揖斐川に沿った多芸輪中の東端に位置する。多芸輪中全体でも低位部にあたる。記録にあるものでは大牧村は『濃州徇行記』に1658年（万治元年）から1661年（寛文元年）までに堤防を築いたとの記述があるが、それ以前から根古地村・大場村は存在していたと考えられる。根古地輪中自体も小さな輪中が統合されていった輪中であり、根古地輪中の北西部に相当する(古)根古地輪中は1641年（寛永18年）ごろの成立とみられ、南東部の大牧輪中は前述のとおり1661年（寛文元年）に成立したと考えられるが、これらの統合された時期は不明である。なお、他の輪中と比較すると集落が古い輪中堤や自然堤防上に分散しているといった特徴がみられる。
釜段輪中・釜ノ段輪中・釜之段輪中（かまのだんわじゅう）
根古地輪中の南側、津屋川に沿った多芸輪中の南端に位置する。輪中内に釜段・駒野新田・小坪の3集落があったが、小坪は別の堤防内にあるため別の輪中（小坪輪中と呼ばれる）とする場合もある。小坪は1653年（承応2年）に単独の村として開発され、1670年（寛文10年）の検地までに釜段村・駒野新田が開発された。現在は一部が海津市南濃町に属している。
高柳輪中（たかやなぎわじゅう）または高柳新田輪中（たかやなぎしんでんわじゅう）
根古地輪中の南東側、揖斐川に沿った多芸輪中の南東端に位置する。輪中内には高柳・高柳新田の2集落があったが、高柳新田は1670年（寛文10年）に開墾された。

### 下池の干拓
前述の通り、有尾輪中の南東側には「下池（しもいけ）」と呼ばれる周囲6キロメートル・広さ200ヘクタールの巨大な池があった。下池は周辺の遊水地としての機能を担い、各輪中の悪水も引き受けていた。
明治時代に入ると、1895年（明治28年）に高柳地区に水連式蒸気機関の排水機が設置される。平松不殺は1910年（明治43年）に下池の土地を買収すると、1925年（大正14年）に蒸気機関排水機を利用した下池干拓の認可申請を行う。干拓は下池の周囲に排水溝を築いて排水機で水を流し、跡地に土砂を運び込む方式で行われた。
第1期の1925年（大正14年）に14ヘクタール、第2期の1928年（昭和3年）に35ヘクタール、第3期の1930年（昭和5年）から1933年（昭和8年）に160ヘクタールが干拓され広大な耕地が造成された。

### 木曽三川分流工事
江戸時代末期から津屋川は氾濫を繰り返しており、治水工事など度重なる治水工事が行われたが洪水が減ることはなかった。
1887年（明治20年）から1912年（明治45年）に行われた木曽三川分流工事では、対岸の高須輪中西側が開削されて新揖斐川河道が造成され、旧高須輪中堤防を利用した背割堤を設けることで津屋川の揖斐川への合流点が約3.5キロメートル下流側に移された。この結果津屋川の流れは大きく改善され、多芸輪中の悪水問題も大きく改善された。

### 水害との戦い
江戸時代以降の400年だけを見てもこの地域を500回以上の水害が襲い、中でも1959年（昭和34年）は特に大規模な水害が2度発生した。1度目は8月12日の集中豪雨で根古地輪中の牧田川右岸堤防が200メートルにわたって決壊し、排水機が水没したことで排水機能を失ったことで牧田川筋から養老山脈の麓までが泥海化した。ただちに復旧工事が行われ40日ほどで80％ほどの仮堤が築堤されるが、9月27日に襲来した伊勢湾台風による豪雨で仮堤が破堤して2度目の水害に見舞われる。水位は1度目より低かったものの、低位部では完全に水が引くまでに4か月を要するなど稲作への影響は甚大で、牧田川沿いの集落では赤痢が拡がった。
水害からの復興では輪中内の総合的な治水が見直された。かつて多芸輪中は総面積の25％ほどを川や池沼が占めていたが、その後の土地改良などによって池沼は埋め立てられ潅漑排水路が整備された。